# Lijst van senatoren uit Kansas

Zegel van de staat Kansas

Dit is een lijst van de senatoren voor de Amerikaanse staat Kansas. De senatoren voor Kansas zijn ingedeeld als Klasse II en Klasse III. De twee huidige senatoren voor Kansas zijn: Jerry Moran senator sinds 2011 de (senior senator) en Roger Marshall senator sinds 2021 de (junior senator), beiden lid van de Republikeinse Partij.
Prominenten die hebben gediend als senator voor Kansas zijn onder anderen: Edmund Ross (later gouverneur van New Mexico), Charles Curtis (later vicepresident en Republikeins partijleider in de senaat van 1924 tot 1929), Nancy Kassebaum (prominent politica), Pat Roberts (prominent politicus), Bob Dole (genomineerd presidentskandidaat en Republikeins partijleider in de senaat van 1985 tot 1996) en Sam Brownback (prominent politicus).

## Klasse II
| Nr.    | Senator voor Kansas Senator from Kansas | Senator voor Kansas Senator from Kansas | Senator voor Kansas Senator from Kansas | Ambtstermijn     | Ambtstermijn     | Partij(en) | Verkiezing(en) |
| ------ | --------------------------------------- | --------------------------------------- | --------------------------------------- | ---------------- | ---------------- | ---------- | -------------- |
| 1      |                                         | Jim Lane                                | Jim Lane (1814–1866)                    | 4 april 1861     | 11 juli 1866     | R          | 1861           |
| 1      | 1865                                    | Jim Lane                                | Jim Lane (1814–1866)                    | 4 april 1861     | 11 juli 1866     | R          |                |
| Vacant |                                         |                                         |                                         |                  |                  |            |                |
| 2      |                                         | Edmund Ross                             | Edmund Ross (1826–1907)                 | 26 juli 1866     | 4 maart 1871     | R          |                |
| 2      | 1967                                    | Edmund Ross                             | Edmund Ross (1826–1907)                 | 26 juli 1866     | 4 maart 1871     | R          |                |
| 3      |                                         | Alexander Caldwell                      | Alexander Caldwell (1830–1917)          | 4 maart 1871     | 23 maart 1873    | R          | 1871           |
| Vacant |                                         |                                         |                                         |                  |                  |            | 1871           |
| 4      |                                         | Robert Crozier                          | Robert Crozier (1827–1895)              | 23 november 1873 | 2 februari 1874  | R          | 1871           |
| 5      |                                         | James Harvey                            | James Harvey (1833–1894)                | 2 februari 1874  | 4 maart 1877     | R          | 1874           |
| 6      |                                         | Preston Plumb                           | Preston Plumb (1837–1891)               | 4 maart 1877     | 20 december 1891 | R          | 1877           |
| 6      | 1883                                    | Preston Plumb                           | Preston Plumb (1837–1891)               | 4 maart 1877     | 20 december 1891 | R          |                |
| 6      | 1888                                    | Preston Plumb                           | Preston Plumb (1837–1891)               | 4 maart 1877     | 20 december 1891 | R          |                |
| Vacant |                                         |                                         |                                         |                  |                  |            |                |
| 7      |                                         | Bishop Perkins                          | Bishop Perkins (1841–1894)              | 1 januari 1892   | 4 maart 1893     | R          |                |
| 8      |                                         | John Martin                             | John Martin (1833–1913)                 | 4 maart 1893     | 4 maart 1895     | D          | 1893           |
| 9      |                                         | Lucien Baker                            | Lucien Baker (1846–1907)                | 4 maart 1895     | 4 maart 1901     | R          | 1895           |
| 10     |                                         | Joseph Burton                           | Joseph Burton (1852–1923)               | 4 maart 1901     | 4 juni 1904      | R          | 1901           |
| Vacant |                                         |                                         |                                         |                  |                  |            | 1901           |
| 11     |                                         | Alfred Benson                           | Alfred Benson (1843–1916)               | 12 juni 1906     | 22 januari 1907  | R          | 1901           |
| 12     |                                         | Charles Curtis                          | Charles Curtis (1860–1936)              | 22 januari 1907  | 4 maart 1913     | R          | 1907 (1)       |
| 12     | 1907 (2)                                | Charles Curtis                          | Charles Curtis (1860–1936)              | 22 januari 1907  | 4 maart 1913     | R          |                |
| 13     |                                         | William Howard Thompson                 | William Howard Thompson (1871–1928)     | 4 maart 1913     | 4 maart 1919     | D          | 1913           |
| 14     |                                         | Arthur Capper                           | Arthur Capper (1865–1951)               | 4 maart 1919     | 3 januari 1949   | R          | 1918           |
| 14     | 1924                                    | Arthur Capper                           | Arthur Capper (1865–1951)               | 4 maart 1919     | 3 januari 1949   | R          |                |
| 14     | 1930                                    | Arthur Capper                           | Arthur Capper (1865–1951)               | 4 maart 1919     | 3 januari 1949   | R          |                |
| 14     | 1936                                    | Arthur Capper                           | Arthur Capper (1865–1951)               | 4 maart 1919     | 3 januari 1949   | R          |                |
| 14     | 1942                                    | Arthur Capper                           | Arthur Capper (1865–1951)               | 4 maart 1919     | 3 januari 1949   | R          |                |
| 15     |                                         | Andrew Schoeppel                        | Andrew Schoeppel (1894–1962)            | 3 januari 1949   | 21 januari 1962  | R          | 1948           |
| 15     | 1954                                    | Andrew Schoeppel                        | Andrew Schoeppel (1894–1962)            | 3 januari 1949   | 21 januari 1962  | R          |                |
| 15     | 1960                                    | Andrew Schoeppel                        | Andrew Schoeppel (1894–1962)            | 3 januari 1949   | 21 januari 1962  | R          |                |
| Vacant |                                         |                                         |                                         |                  |                  |            |                |
| 16     |                                         | James Pearson                           | James Pearson (1920–2009)               | 31 januari 1962  | 23 december 1978 | R          |                |
| 16     | 1962                                    | James Pearson                           | James Pearson (1920–2009)               | 31 januari 1962  | 23 december 1978 | R          |                |
| 16     | 1966                                    | James Pearson                           | James Pearson (1920–2009)               | 31 januari 1962  | 23 december 1978 | R          |                |
| 16     | 1972                                    | James Pearson                           | James Pearson (1920–2009)               | 31 januari 1962  | 23 december 1978 | R          |                |
| 17     |                                         | Nancy Kassebaum                         | Nancy Kassebaum (1932)                  | 23 december 1978 | 3 januari 1997   | R          |                |
| 17     | 1978                                    | Nancy Kassebaum                         | Nancy Kassebaum (1932)                  | 23 december 1978 | 3 januari 1997   | R          |                |
| 17     | 1984                                    | Nancy Kassebaum                         | Nancy Kassebaum (1932)                  | 23 december 1978 | 3 januari 1997   | R          |                |
| 17     | 1990                                    | Nancy Kassebaum                         | Nancy Kassebaum (1932)                  | 23 december 1978 | 3 januari 1997   | R          |                |
| 18     |                                         | Pat Roberts                             | Pat Roberts (1936)                      | 3 januari 1997   | 3 januari 2021   | R          | 1996           |
| 18     | 2002                                    | Pat Roberts                             | Pat Roberts (1936)                      | 3 januari 1997   | 3 januari 2021   | R          |                |
| 18     | 2008                                    | Pat Roberts                             | Pat Roberts (1936)                      | 3 januari 1997   | 3 januari 2021   | R          |                |
| 18     | 2014                                    | Pat Roberts                             | Pat Roberts (1936)                      | 3 januari 1997   | 3 januari 2021   | R          |                |
| 19     |                                         | Roger Marshall                          | Roger Marshall (1960)                   | 3 januari 2021   | heden            | R          | 2020           |

## Klasse III
| Nr.    | Senator voor Kansas Senator from Kansas | Senator voor Kansas Senator from Kansas | Senator voor Kansas Senator from Kansas | Ambtstermijn     | Ambtstermijn     | Partij(en) | Verkiezing(en) |
| ------ | --------------------------------------- | --------------------------------------- | --------------------------------------- | ---------------- | ---------------- | ---------- | -------------- |
| 1      |                                         | Samuel Pomeroy                          | Samuel Pomeroy (1816–1891)              | 4 april 1861     | 4 maart 1873     | R          | 1861           |
| 1      | 1867                                    | Samuel Pomeroy                          | Samuel Pomeroy (1816–1891)              | 4 april 1861     | 4 maart 1873     | R          |                |
| 2      |                                         | John Ingalls                            | John Ingalls (1833–1900)                | 4 maart 1873     | 4 maart 1891     | R          | 1873           |
| 2      | 1879                                    | John Ingalls                            | John Ingalls (1833–1900)                | 4 maart 1873     | 4 maart 1891     | R          |                |
| 2      | 1885                                    | John Ingalls                            | John Ingalls (1833–1900)                | 4 maart 1873     | 4 maart 1891     | R          |                |
| 3      |                                         | William Peffer                          | William Peffer (1831–1912)              | 4 maart 1891     | 4 maart 1897     | P          | 1891           |
| 4      |                                         | William Harris                          | William Harris (1841–1909)              | 4 maart 1897     | 4 maart 1903     | P          | 1897           |
| 5      |                                         | Chester Long                            | Chester Long (1860–1934)                | 4 maart 1903     | 4 maart 1909     | R          | 1903           |
| 6      |                                         | Joseph Bristow                          | Joseph Bristow (1861–1944)              | 4 maart 1909     | 4 maart 1915     | R          | 1909           |
| 7      |                                         | Charles Curtis                          | Charles Curtis (1860–1936)              | 4 maart 1915     | 4 maart 1929     | R          | 1914           |
| 7      | 1920                                    | Charles Curtis                          | Charles Curtis (1860–1936)              | 4 maart 1915     | 4 maart 1929     | R          |                |
| 7      | 1926                                    | Charles Curtis                          | Charles Curtis (1860–1936)              | 4 maart 1915     | 4 maart 1929     | R          |                |
| Vacant |                                         |                                         |                                         |                  |                  |            |                |
| 8      |                                         | Henry Justin Allen                      | Henry Justin Allen (1868–1950)          | 1 april 1929     | 1 december 1930  | R          |                |
| 9      |                                         | George McGill                           | George McGill (1879–1963)               | 1 december 1930  | 3 januari 1939   | D          | 1930           |
| 9      | 1932                                    | George McGill                           | George McGill (1879–1963)               | 1 december 1930  | 3 januari 1939   | D          |                |
| 10     |                                         | Clyde Reed                              | Clyde Reed (1871–1941)                  | 3 januari 1939   | 8 november 1949  | R          | 1938           |
| 10     | 1944                                    | Clyde Reed                              | Clyde Reed (1871–1941)                  | 3 januari 1939   | 8 november 1949  | R          |                |
| Vacant |                                         |                                         |                                         |                  |                  |            |                |
| 11     |                                         | Harry Darby                             | Harry Darby (1895–1987)                 | 1 december 1949  | 28 november 1950 | R          |                |
| 12     |                                         | Frank Carlson                           | Frank Carlson (1893–1987)               | 28 november 1950 | 3 januari 1969   | R          | 1950 (1)       |
| 12     | 1950 (2)                                | Frank Carlson                           | Frank Carlson (1893–1987)               | 28 november 1950 | 3 januari 1969   | R          |                |
| 12     | 1956                                    | Frank Carlson                           | Frank Carlson (1893–1987)               | 28 november 1950 | 3 januari 1969   | R          |                |
| 12     | 1962                                    | Frank Carlson                           | Frank Carlson (1893–1987)               | 28 november 1950 | 3 januari 1969   | R          |                |
| 13     |                                         | Bob Dole                                | Bob Dole (1923–2021)                    | 3 januari 1969   | 22 juni 1996     | R          | 1968           |
| 13     | 1974                                    | Bob Dole                                | Bob Dole (1923–2021)                    | 3 januari 1969   | 22 juni 1996     | R          |                |
| 13     | 1980                                    | Bob Dole                                | Bob Dole (1923–2021)                    | 3 januari 1969   | 22 juni 1996     | R          |                |
| 13     | 1986                                    | Bob Dole                                | Bob Dole (1923–2021)                    | 3 januari 1969   | 22 juni 1996     | R          |                |
| 13     | 1992                                    | Bob Dole                                | Bob Dole (1923–2021)                    | 3 januari 1969   | 22 juni 1996     | R          |                |
| 14     |                                         | Sheila Frahm                            | Sheila Frahm (1945)                     | 22 juni 1996     | 6 november 1996  | R          |                |
| 15     |                                         | Sam Brownback                           | Sam Brownback (1956)                    | 6 november 1996  | 3 januari 2011   | R          | 1996           |
| 15     | 1998                                    | Sam Brownback                           | Sam Brownback (1956)                    | 6 november 1996  | 3 januari 2011   | R          |                |
| 15     | 2004                                    | Sam Brownback                           | Sam Brownback (1956)                    | 6 november 1996  | 3 januari 2011   | R          |                |
| 16     |                                         | Jerry Moran                             | Jerry Moran (1954)                      | 3 januari 2011   | heden            | R          | 2010           |
| 16     | 2016                                    | Jerry Moran                             | Jerry Moran (1954)                      | 3 januari 2011   | heden            | R          |                |
| 16     | 2022                                    | Jerry Moran                             | Jerry Moran (1954)                      | 3 januari 2011   | heden            | R          |                |